# Гомес, Рубен
Рубе́н Марсе́ло Го́мес Гарси́я (исп. Rubén Marcelo Gómez García; 26 января 1984, Адроге, Аргентина) — аргентинский футболист, полузащитник.

## Биография
Начал играть в футбол в школе. Затем попал в футбольную школу клуба «Бельграно» из города Кордова. После стал играть за взрослую команду «Бельграно». В команде провёл два сезона и сыграл 33 матча и забил 2 гола. После побывал на просмотре в молодёжной команде «Мальорки», но вскоре агенты ему предложили перейти в донецкий «Металлург».
Зимой 2004 года перешёл в донецкий «Металлург». В чемпионате Украины дебютировал 20 марта 2004 года в выездном матче против мариупольского «Ильичёвца» (5:1), Гомес вышел на 67-й минуте вместо Яя Туре. В сезоне 2003/04 также провёл 7 матчей и забил 1 гол во Второй лиге Украины за «Металлург-2». Летом 2005 года был отдан в аренду в алчевскую «Сталь». В команде провёл полгода и сыграл 18 матчей и забил 1 гол в чемпионате Украины. После вернулся в «Металлург», где провёл вторую половину сезона 2005/06. Сезон 2006/07 провёл на правах аренды в алчевской «Стали», в команде провёл 30 игр. «Сталь» по итогам сезона заняла последние 16 место и вылетела в Первую лигу.
После того как «Сталь» вылетела из Высшей лиги Украины, Гомес вернулся в «Металлург». Всего за «Металлург» Рубен Гомес сыграл 32 матча и забил 1 гол в чемпионате и сыграл 2 матча в Кубке Украины. Зимой 2008 года перешёл на правах свободного агента в бельгийский «Мехелен», хотя мог перейти в клуб «Брюссель». В «Мехелене» он провёл шесть месяцев и сыграл 3 матча в чемпионате Бельгии.
Летом 2008 года перешёл в луганскую «Зарю». В команде дебютировал 20 июля 2008 года в домашнем матче против харьковского «Металлиста» (1:1). В «Заре» Гомес провёл 1 год, в Премьер-лиге Украины он сыграл 22 матча, в Кубке Украины 2 матча. В июле 2009 года в интернете появилась информация о том, что Гомес может перейти в российскую «Кубань», вскоре сам Рубен опроверг эту информацию.
В конце июля 2009 года подписал контракт по схеме 1+1 с ужгородским «Закарпатьем». В команде дебютировал 2 августа 2009 года в выездном матче против донецкого «Металлурга» (4:1). Всего за «Закарпатье» Гомес в чемпионате Украины сыграл 21 матч и забил 2 гола, в Кубке Украины Рубен провёл 1 встречу. По итогам сезона 2009/10 «Закарпатье» заняло последнее 16-е место в чемпионате и вылетело в Первую лигу. По результатам опроса официального сайта «Закарпатья» Рубен Гомес стал лучшим футболистом сезона.
В июне 2010 года перешёл в кипрский АЕК из города Ларнака. С февраля 2012 по 2014 год выступал за «Таврию» (Симферополь).

## Личная жизнь
Со своей будущей супругой Ариной он познакомился в Донецке. Его дочь зовут Зарина Николь. Рубен достаточно быстро выучил русский язык, помог ему в этом Игорь Проценко, работающий в донецком университете.